# Eyer Peak
Der Eyer Peak (englisch; bulgarisch връх Айер wrach Ajer) ist ein 3368 m hoher Berg im westantarktischen Ellsworthland. Im Probuda Ridge im nordzentralen Teil der Sentinel Range des Ellsworthgebirges ragt er 4,48 km nordöstlich des Mount Anderson, 4,25 km östlich bis südlich des Mount Bentley und 4,42 km südsüdwestlich des Mount Press auf. Der Embree-Gletscher liegt nordwestlich und nördlich, der Ellen-Gletscher südöstlich von ihm. 
Einer australisch-chilenischen Mannschaft um den australischen Bergsteiger und Polarforscher Damien Gildea (* 1969) gelang am 26. Dezember 2006 die Erstbesteigung. US-amerikanische Wissenschaftler kartierten ihn 1988. Die bulgarische Kommission für Antarktische Geographische Namen benannte ihn 2010 nach dem Schweizer Sportpädagogen Louis-Emil Eyer (1865–1916), Gründer der bulgarischen Sportbewegung.